# Драгана Трипић
Драгана Трипић (16. мај 1961 – 24. октобар 2019) је била српска новинарка која је препознатљивост стекла као члан новинарског жирија у такмичењу Звезде Гранда.

## Биографија
Радила је у редакцијама многих београдских медија, а била је члан жирија у Звездама Гранда. Такође је била учесник ријалити програма Двор. Била је самохрана мајка и иза себе оставила ћерку и унуку. Починила је самоубиство 2019. године, услед депресије и дугова које није могла да исплати. Живела је у Миријеву, а сахрањена је на гробљу Лешће.